# Тихвинская церковь (Симбирск)
Церковь Тихвинской иконы Божией Матери — утраченная православная церковь Симбирской епархии в городе Ульяновске. Построена в 1749 году. Разрушена коммунистами в 1936 году.

## История
Тихвинский храм первоначально был построен в конце XVII века, а колокольня к нему была пристроена в 1749 году, который считается годом построения самого храма. Храм каменный, двухпрестольный: главный престол в честь Тихвинской иконы Божьей Матери и придельный в честь чудотворной иконы Божьей Матери, «всех скорбящих Радости». В середине XIX в. храм перестраивался. Храм пострадал во время пожара 1864 года, но вскоре был восстановлен. На 1882 году церковь занимала 320 кв. сажень, имела трёхъярусную колокольню. Причт состоял из священника и псаломщика.
В Тихвинской церкви крестили младших сестёр В. И. Ленина — Ольгу Ульянову (в 1871) и Марию Ульянову (в 1878) . 
6 (18) июня 1881 года в Тихвинской церкви крестили А. Ф. Керенского .
Храм был закрыт для богослужений летом 1930 года, были сняты колокола, а в 1936 году храм был полностью разобран. В 1987—1988 гг. на месте церкви построена двухэтажная гостиница «Октябрьская».

## Описание

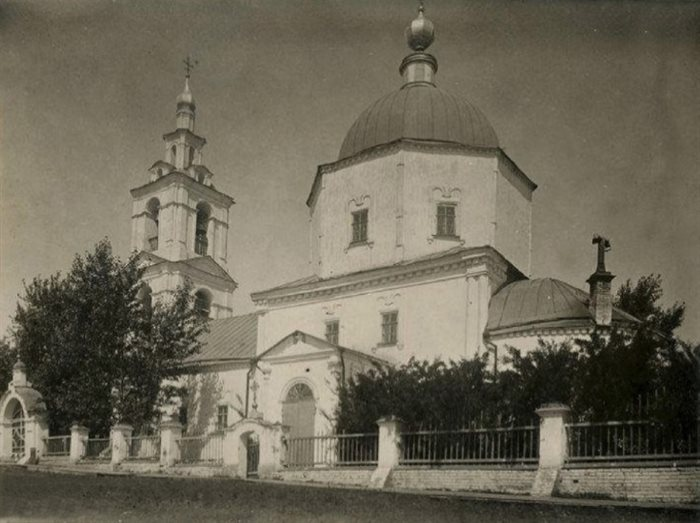
Тихвинская церковь (Симбирск).

Тихвинская церковь располагалась на угловом участке пересечения улицы Тихвинской (ныне Плеханова) и современного спуска Ст. Халтурина. Церковь включала трехъярусную колокольню с лёгкой каркасной башенкой и луковичной главкой с крестом над ней. Затем шла трапеза с сомкнутым сводом и двухскатной крышей. С восточной стороны от трапезы размещался двухсветный восьмигранный храм, завершенный куполом с глухим фонариком и небольшой луковичной главкой над ним, увенчанной восьмиконечным позолоченным крестом. Вход в церковь с южной стороны через притвор в колокольне. В плане размеры церкви небольшие: в длину около 23 метров, а в ширину — 17 метров. Ограда с воротами в виде арки с главкой на глухом барабане, расположенном над средней частью арки, представляющие собой элементы примечательных малых архитектурных форм.
При Тихвинской церкви с начала XVIII века и было заброшено после 1926 года, действовало небольшое кладбище. Это было кладбище для умерших лиц духовного звания. 

## Духовенство
- священник Елпидифор Алексеевич Успенский (на 1865)[11][12];
- священник Виктор Фёдорович Боголюбов (1869 — 1882), затем переведён в Троицкую церковь[13][14];
- священник Пётр Иванович Юстинов (на 1871), затем был перемещён к Сергиевской церкви Симбирской гимназии;
- диакон Василий Добротовский (на 1871);
- протоиерей Попов Иван Константинович (25.05.1924 — 26.01.1931)[15];

## Святыни
В храме находилась местночтимая Тихвинская икона Божьей Матери.

## Галерея

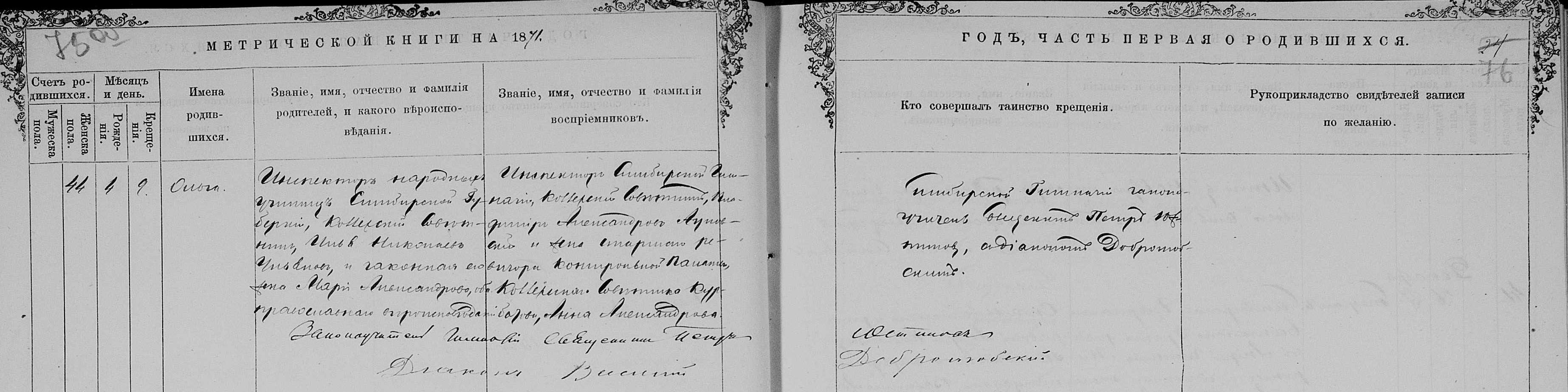
Запись в метрической книге о рождении Ольги Ильиничны Ульяновой (1871).
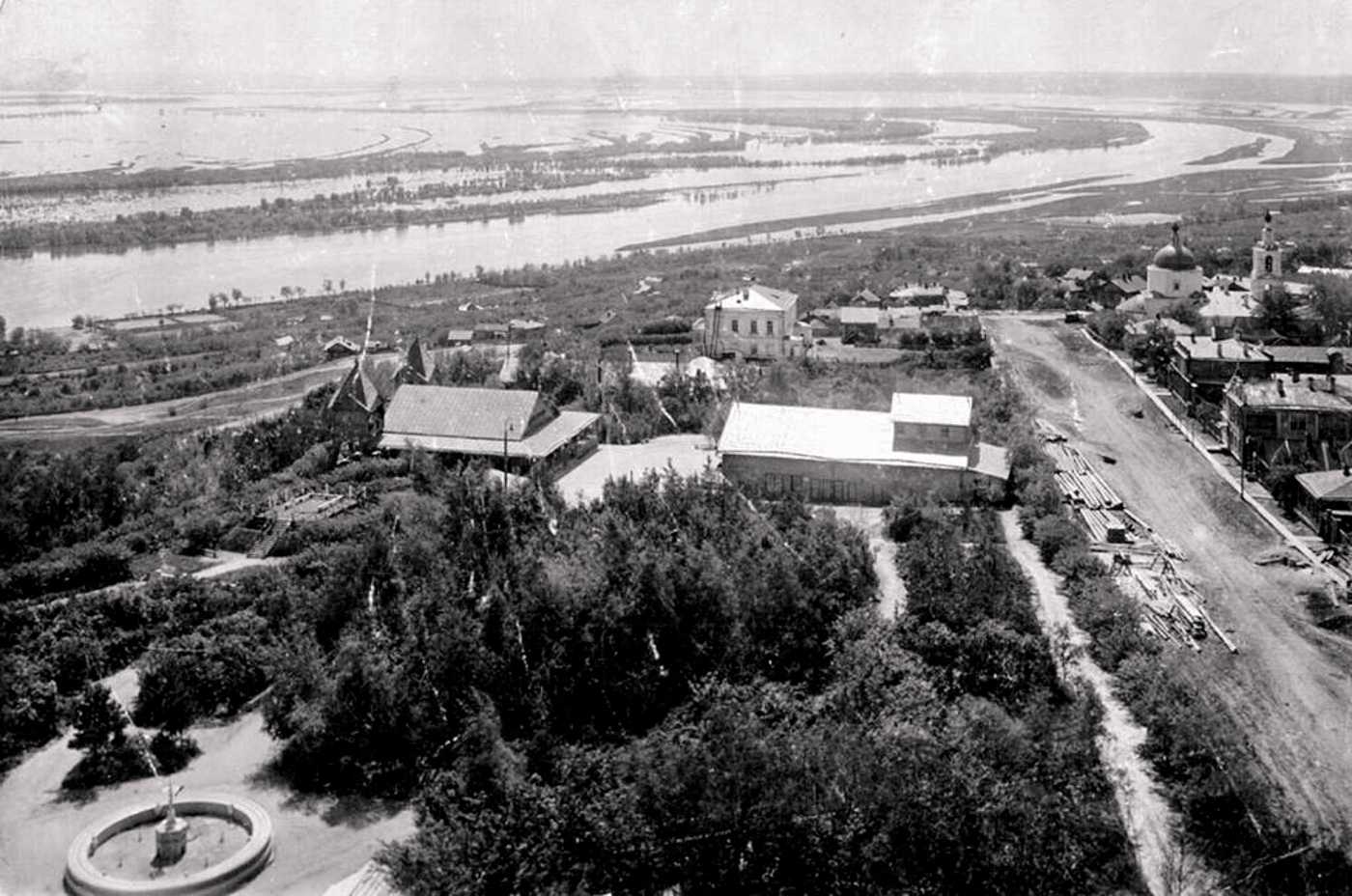
На переднем плане — Владимирский сад, вдали, слева — Тихвинская церковь.
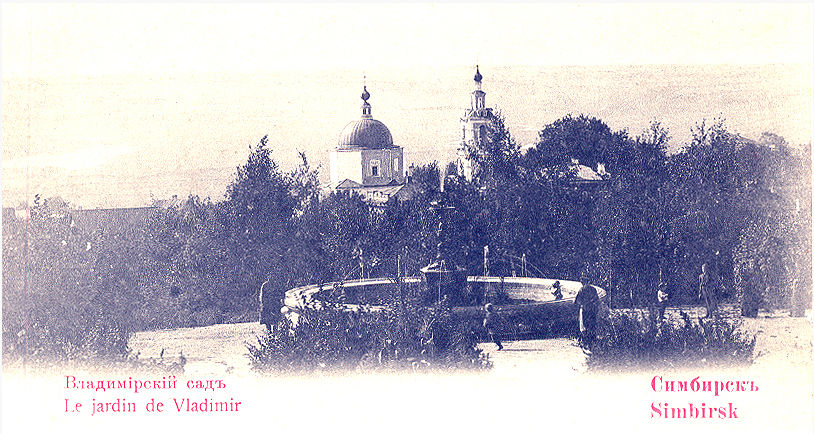
Владимирский сад и Тихвинская церковь (Симбирск, открытка 1917).
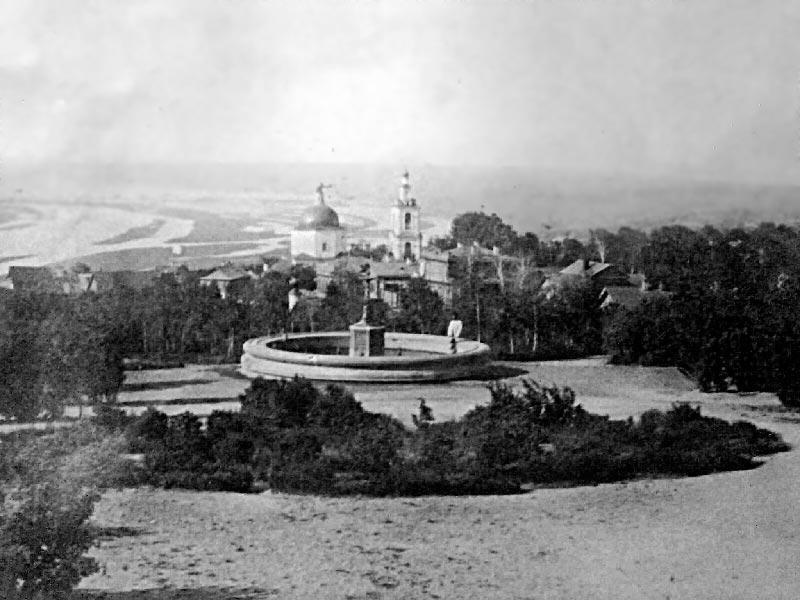
Владимирский сад и Тихвинская церковь (Симбирск, фото 1917).